# Arrest Dassonville
Het arrest Procureur des Konings/B. en G. Dassonville, meestal aangeduid als het arrest Dassonville, is een uitspraak van het Hof van Justitie van de Europese Gemeenschappen van 11 juli 1974 (zaak 8/74) welke van belang is voor het vrije verkeer van goederen.

## Casus en procesgang
Twee Belgische handelaren importeren verschillende merken whisky vanuit Frankrijk. België vereist voor dergelijke importen een certificaat van herkomst. De handelaren maken zelf deze certificaten. De Belgische Procureur des Konings start een strafzaak tegen de handelaren, wegens vervalsing en wegens het ontbreken van de juiste papieren. De rechtbank van eerste aanleg waar de zaak dient, verzoekt het Hof van Justitie van de Europese Gemeenschappen om een prejudiciële beslissing.

## Rechtsvraag
De voor de rechtsgeschiedenis belangrijkste prejudiciële vraag betrof de kwestie of:

de artikelen 30, 31, 32, 33 en 36 [van het EEG-verdrag] in die zin moeten worden verstaan dat als een kwantitatieve beperking of als een maatregel van gelijke werking is te beschouwen een nationaal reglementair voorschrift waarin (...) de import van een waar (...) met (...) benaming van oorsprong wordt verboden, wanneer bij die waar niet een door de regering van het land van export afgegeven officieel stuk, waaruit van het recht op de benaming van oorsprong blijkt, is gevoegd.
— arrest: punt 6

## Uitspraak Hof
Het belangrijkste element van het arrest schuilt in de overweging van het Hof,

dat iedere handelsregeling der lidstaten die de intracommunautaire handel al dan niet rechtstreeks, daadwerkelijk of potentieel, kan belemmeren, als een maatregel van gelijke werking als kwantitatieve beperkingen is te beschouwen.

Volgens het oordeel van het Hof viel het Belgische importvereiste van het certificaat onder deze kwalificatie.

## Betekenis
De betekenis van het arrest is verstrekkend. Het Hof oordeelde dat een overheidsmaatregel die direct of indirect, daadwerkelijk of potentieel het intracommunautaire handelsverkeer kan belemmeren, als maatregel van gelijke werking als kwantitatieve beperking te beschouwen is. Het is volgens dit criterium voldoende dat het kan belemmeren, men hoeft niet te bewijzen dat er daadwerkelijk van belemmering sprake is. Volgens de ruime interpretatie van dit arrest is een nationaal voorschrift snel als een inbreuk op art. 30 EEG-verdrag (thans: art. 34 VWEU) te beschouwen. In latere arresten — zoals in Cassis de Dijon — heeft het Hof deze zeer ruime omschrijving wat gepreciseerd en criteria aangegeven op grond waarvan invoerbeperkingen toch geoorloofd kunnen zijn.
In het op 24 november 1993 gewezen arrest Keck en Mithouard heeft het Hof erkend dat deze formulering te ruim was en moet worden bijgesteld:
In afwijking van de eerdere rechtspraak moet echter worden aangenomen, dat als een maatregel die de handel tussen de Lid-Staten al dan niet rechtstreeks, daadwerkelijk of potentieel kan belemmeren in de zin van de Dassonville-rechtspraak (...), niet kan worden beschouwd de toepassing op produkten uit andere Lid-Staten van nationale bepalingen die bepaalde verkoopmodaliteiten aan banden leggen of verbieden, mits die bepalingen van toepassing zijn op alle marktdeelnemers die op het nationale grondgebied activiteiten ontplooien, en mits zij zowel rechtens als feitelijk dezelfde invloed hebben op de verhandeling van nationale produkten en op die van produkten uit andere Lid-Staten.